# Asociación de Scouts del Paraguay

A Asociación de Scouts del Paraguay (ASP, aproximadamente Associação de Escoteiros do Paraguai ) é a organização escoteira nacional do Paraguai. O Escotismo no Paraguai foi fundado em 1960 e tornou-se membro da Organização Mundial do Movimento Escoteiro em 1962. A associação coeducacional tem 369 membros (em 2011).